# Jim Thorpe
James Francis Thorpe (n.  ?, Prague⁠(d), Oklahoma, SUA – d. 28 martie 1953, Lomita⁠(d), California, SUA) a fost un sportiv și actor american. Considerat unul dintre cei mai versatili atleți ai sporturilor moderne, a câștigat două medalii de aur la Jocurile Olimpice din 1912: una la pentatlon modern și cealaltă la decatlon. De asemenea, a activat în fotbal american, baseball și baschet profesionist.
Thorpe și-a pierdut titlurile olimpice după ce s-a descoperit că fusese plătit pentru a juca două sezoane de baseball înaintea debutului său la Stockholm, încălcând astfel regulile timpului privind amatorismul. În 1983, la 30 de ani de la moartea sa, Comitetul Olimpic Internațional i-a restituit titlurile, stabilind că decizia de a-i retrage medaliile nu a fost luată în cele 30 de zile necesare. În evidențele oficiale ale CIO, Thorpe a fost co-campion la decatlon și pentatlon până în 2022, când s-a decis să fie revalidat ca unic câștigător al ambelor probe.
Thorpe a fost onorat cu numeroase distincții pentru realizările sale sportive. Agenția de știri Associated Press l-a clasificat drept „cel mai mare atlet” din primii 50 de ani ai secolului al XX-lea, iar Pro Football Hall of Fame l-a inclus în promoția sa inaugurală în 1963. Orașul Jim Thorpe din Pennsylvania a fost numit în cinstea sa. Thorpe a apărut în mai multe filme, și a fost portretizat de Burt Lancaster în pelicula Jim Thorpe - All-American (1951).

## Copilărie
Informațiile despre nașterea, numele și apartenența etnică a lui Thorpe sunt foarte variate. El a fost botezat Jacobus Franciscus Thorpe, în sânul Bisericii Catolice. Thorpe s-a născut pe Teritoriul Indian al Statelor Unite (ulterior Oklahoma), dar nu a fost găsit niciun certificat de naștere. În general, se consideră că s-a născut la 22 mai 1887, în apropiere de orașul Prague.
Tatăl lui Thorpe, Hiram Thorpe, a avut un tată irlandez și o mamă indigenă Sac și Fox. Mama sa, Charlotte Vieux, a fost fiica membrilor tribului Citizen Potawatomi, Elizabeth și Jacob Vieux, și a fost descendentă a căpeteniei Louis Vieux. Thorpe a fost crescut ca un Sac și Fox, iar numele său nativ american, Wa-Tho-Huk, este tradus drept „Cale luminată de un mare fulger” sau, mai simplu, „Cale luminoasă”.

## Carieră

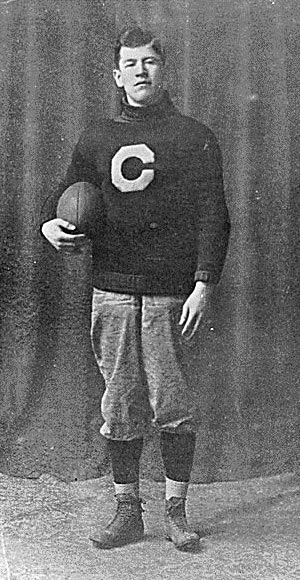
Thorpe în uniforma Carlisle Indian Industrial School, circa 1909

În 1904, Thorpe, în vârstă de șaisprezece ani, a decis să meargă la Carlisle Indian Industrial School din Carlisle, Pennsylvania. Acolo i-au fost recunoscute abilitățile fizice, și a fost instruit de Glenn Scobey Warner, unul dintre cei mai influenți antrenori de la începutul istoriei fotbalului american. În 1907 înregistrează primele sale rezultate la atletism, iar în 1911 ajunge să fie cunoscut la nivel național.

### Jocurile Olimpice din 1912
Pentru Jocurile Olimpice din 1912 de la Stockholm au fost incluse două noi discipline multi-eveniment: pentatlonul și decatlonul. Prima dintre acestea, bazată pe evenimentul din Grecia Antică, fusese introdusă la Jocurile Intercalate din 1906. Versiunea din 1912 a constat în săritura în lungime, aruncarea suliței, cursa de 200 de metri, aruncarea discului și cursa de 1500 de metri. Thorpe s-a înscris la probele olimpice americane pentru pentatlon și decatlon. El a obținut cu ușurință un loc în echipa de pentatlon, câștigând trei probe. Ulterior, proba de decatlon a fost anulată, iar Thorpe a fost ales să reprezinte SUA. Din echipele de pentatlon și decatlon făcea parte și Avery Brundage, un viitor președinte al Comitetului Internațional Olimpic.

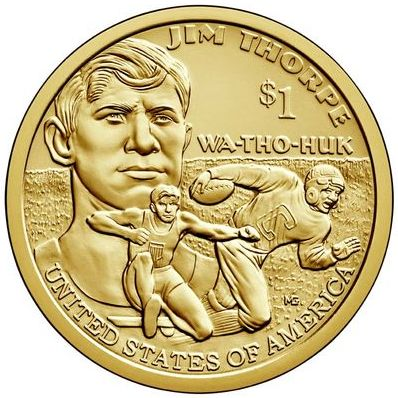
Jim Thorpe pe reversul din 2018 al dolarului Sacajawea

Thorpe a câștigat ambele competiții olimpice, devenind primul nativ american care aduce o medalie de aur concurând pentru Statele Unite ale Americii. Conform obiceiului vremii, distincțiile au fost acordate sportivilor în timpul ceremoniilor de închidere a Jocurilor. Pe lângă cele două medalii de aur, Thorpe a primit și două premii onorifice, dăruite de regele Gustav al V-lea al Suediei pentru decatlon, și de țarul Nicolae al II-lea al Rusiei pentru pentatlon.
În 1912, erau în vigoare reguli stricte privind amatorismul pentru sportivii care participau la Jocurile Olimpice. Atleții care primeau premii în bani pentru competiții, erau profesori de sport sau concuraseră anterior împotriva profesioniștilor nu erau considerați amatori. Aceștia erau excluși din competiție.
La sfârșitul lunii ianuarie 1913, Worcester Telegram a raportat că Thorpe jucase baseball semi-profesionist înainte de Jocurile Olimpice, iar alte ziare din SUA au preluat știrea. Thorpe jucase baseball semi-profesionist în Eastern Carolina League pentru Rocky Mount, Carolina de Nord, în 1909 și 1910, primind un salariu infim; se pare că doar 2 USD (65 USD astăzi) pe meci, și până la 35 USD (1.145 USD astăzi) pe săptămână. Deși publicului nu părea să-i pese prea mult de trecutul lui Thorpe, Amateur Athletic Union (AAU), și în special secretarul său, James Edward Sullivan, au luat cazul foarte în serios. AAU a decis retragerea retroactivă a statutului de amator al lui Thorpe. Mai târziu în același an, Comitetul Internațional Olimpic a decis în unanimitate să îi retragă lui Thorpe titlurile, medaliile și premiile olimpice, și să îl declare profesionist.
Singurul aspect pozitiv al acestei întâmplări pentru Thorpe a fost că, de îndată ce s-a aflat că a fost declarat profesionist, a primit numeroase oferte de la cluburi sportive de anvergură.

## Viață personală

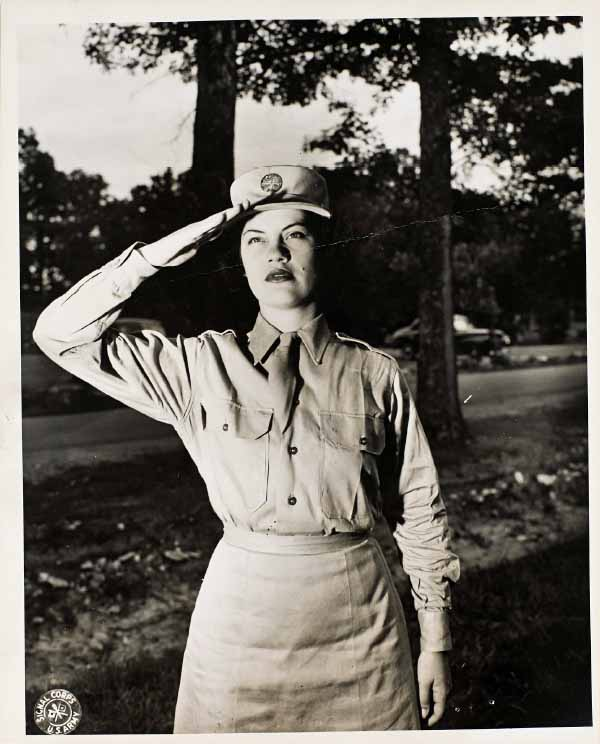
Grace Thorpe (n. 10 decembrie 1921 – d. 1 aprilie 2008), fiica lui Jim Thorpe

Thorpe s-a căsătorit de trei ori și a avut opt copii. În 1913, Thorpe s-a căsătorit cu Iva M. Miller, pe care o cunoscuse la Carlisle. În 1917, Iva și Thorpe au cumpărat o casă cunoscută acum drept Casa Jim Thorpe în Yale, Oklahoma, și au locuit acolo până în 1923. Au avut patru copii: James F., Gale, Charlotte și Grace Frances, o ecologistă și activistă pentru drepturile nativilor americani. Miller a intentat divorț de Thorpe în 1925.
În 1926, Thorpe s-a căsătorit cu Freeda Verona Kirkpatrick (19 septembrie 1905 - 2 martie 2007). Ea lucra pentru managerul echipei de baseball la care el juca în momentul respectiv. Au avut patru fii: Phillip, William, Richard și John Thorpe. Kirkpatrick a divorțat de Thorpe în 1941, după ce au fost căsătoriți timp de 15 ani.
În cele din urmă, Thorpe s-a căsătorit cu Patricia Gladys Askew pe 2 iunie 1945. Ea l-a acompaniat până la moartea lui, în 1953.